# Przednie Rzędowe Skały

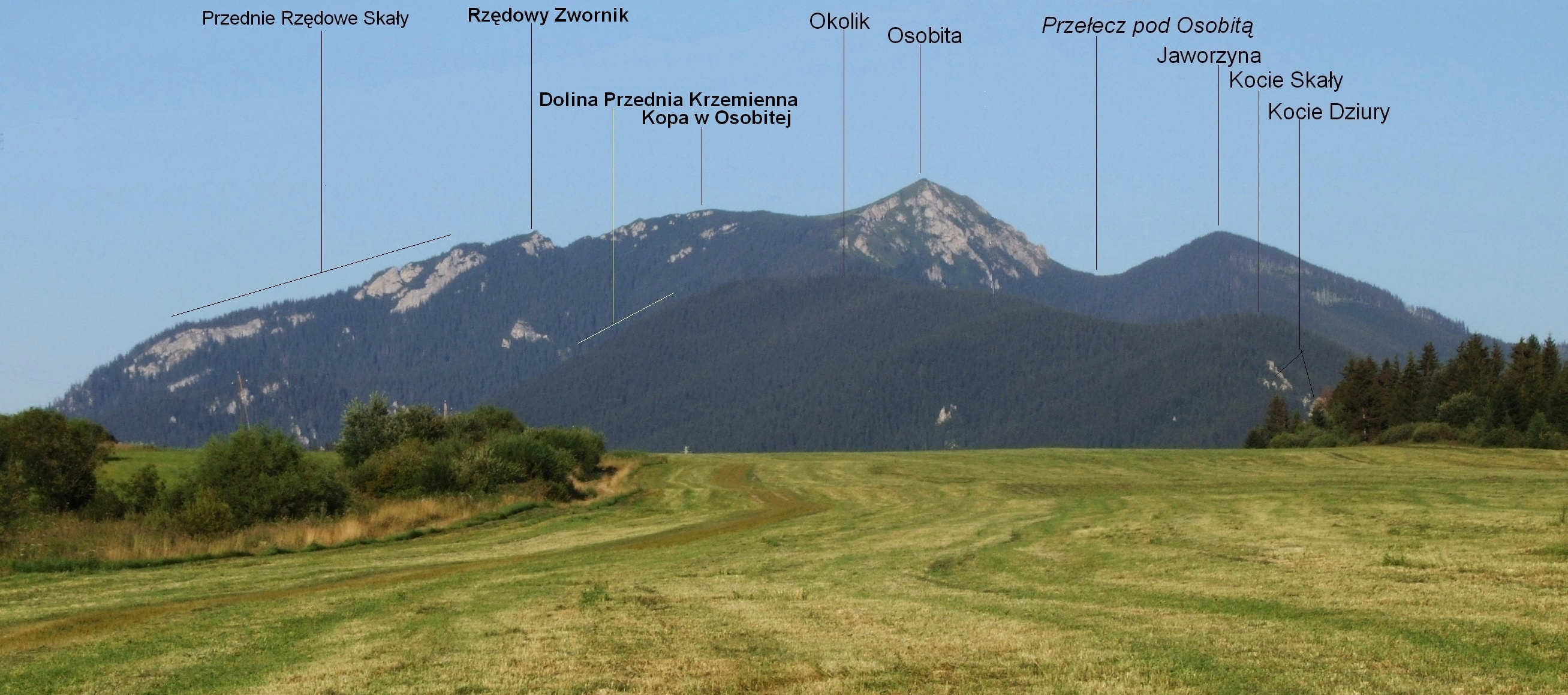
Widok z wału Między Bory

Przednie Rzędowe Skały (słow. Predné Radové skaly) – jedna z grani w masywie Osobitej w słowackich Tatrach Zachodnich. Odchodzi od Rzędowego Zwornika (1589 m) w kierunku północno-północno-zachodnim i opada do Doliny Mihulczej tuż po południowo-wschodniej stronie przełęczy Borek. Orograficznie prawe stoki Przednich Rzędowych Skał opadają do Mihulczego Żlebu, lewe do Doliny Zadniej Krzemiennej – zarówno żleb, jak i dolinka są odnogami Doliny Mihulczej.
Stoki opadające do Mihulczego Żlebu są strome i całkowicie zalesione, stoki opadające do Doliny Zadniej Krzemiennej podcięte są w górnej części ściankami tworzącymi długi pas skalny. Zbudowane są z dolomitów i wapieni. Cała grań znajduje się na obszarze ochrony ścisłej Rezervácia Osobitá.